# Marcelo Nicola
Marcelo Patricio Nicola Virginio (Rafaela, 12 maggio 1971) è un allenatore di pallacanestro ed ex cestista argentino naturalizzato spagnolo.

## Carriera

### Giocatore
Impiegato principalmente come ala grande, cominciò la sua carriera in Argentina. Nel 1987, all'età di quindici anni, quando ancora faceva parte del Ben Hur della sua città natale Rafaela, Nicola venne chiamato da coach León Najnudel ad unirsi allo Sport Club Cañadense, con cui collezionò 37 presenze nella Liga Nacional de Básquet nell'arco di due stagioni.
Nel 1989, diciottenne, emigrò in Europa per entrare nel settore giovanile del Baskonia della città basca di Vitoria, squadra che all'epoca era nota come Taugrés o TAU Cerámica per motivi di sponsorizzazione. Per le prime due stagioni rimase all'interno delle giovanili del club, con cui si laureò campione di Spagna a livello juniores. Nell'estate 1991 partecipò alla lega estiva statunitense USBL con i Long Island Surf. Rientrato in Spagna, venne inserito in prima squadra occupando inizialmente un posto da giocatore straniero senza però mai partire in quintetto. L'anno seguente conseguì invece il passaporto spagnolo. Il 30 giugno 1993, con la chiamata da parte degli Houston Rockets con la 50ª scelta, divenne il terzo argentino di sempre ad essere selezionato ad un draft NBA, anche se in realtà la sua carrierà finì per continuare interamente in Europa. Con la canotta del TAU Vitoria, Nicola disputò cinque edizioni della Liga ACB migliorando i propri numeri di anno in anno, passando dai 6,6 punti a partita della stagione 1991-1992 ai 17,9 del 1995-1996. Proprio nell'ultima di queste stagioni, egli contribuì alla conquista della Coppa del Re 1995 e al primo successo europeo nella storia del club, con la Coppa d'Europa 1995-1996 alzata da capitano dopo la finale vinta contro i greci del PAOK Salonicco grazie anche ai suoi 19 punti personali.
Per la stagione 1996-1997 si trasferì in prestito in Grecia ai campioni d'Europa in carica del Panathīnaïkos, dovendo però saltare la prima parte di stagione per via della rottura del tendine rotuleo rimediata prima dell'inizio della stagione in occasione della gara delle Olimpiadi di Atlanta 1996 contro la Lituania. Nell'annata seguente giocò con il Barcelona, club che pagò la sua clausola rescissoria al TAU Vitoria nell'ottica di sostituire il lituano allora extracomunitario Artūras Karnišovas. Allo stesso tempo, sulla panchina catalana arrivò il suo ex allenatore al TAU Manel Comas (il quale, però, rimase in carica solo fino a inizio novembre). I blaugrana, campioni di Spagna in carica, ebbero una stagione piuttosto deludente (quinti in regular season ed eliminazioni alle semifinali play-off in campionato, ai quarti di finale in Coppa del Re e agli ottavi di finale in Eurolega), mentre le cifre di Nicola furono pari, in campionato, a 7,0 punti a partita con il 27,5% da tre (a differenza per esempio del 47,3% della sua penultima stagione al TAU).
Nel settembre 1998, visto anche il giudizio del tecnico dei catalani Aíto García Reneses che preferì ingaggiare Milan Gurović, Nicola venne ceduto alla Benetton Treviso con la formula del prestito biennale. Nel suo primo campionato in Veneto, in regular season mise a segno in media 14,1 punti e 5,3 rimbalzi con il 64,2% da due e il 47,4% da tre, numeri poi che nei play-off diventarono 10,6 punti e 4,9 rimbalzi con il 54,7% da due e il 32,4% da tre. La corsa scudetto dei biancoverdi terminò con la serie finale persa contro la Pallacanestro Varese, tuttavia quell'anno arrivò la vittoria della Coppa Saporta 1998-1999, che all'epoca era la seconda competizione internazionale europea. L'anno seguente, nel 1999-2000, Treviso perse nuovamente le finali scudetto, questa volta contro la Fortitudo Bologna, ma il club aggiunse alla propria bacheca una Coppa Italia. Nel 2001-2002 Nicola e la Benetton si laurearono campioni d'Italia in un torneo che, tra regular season e play-off, vide l'ala argentina realizzare 10,4 punti e catturare 4,3 rimbalzi di media con il 57,3% al tiro da due e il 42,4% al tiro da tre. I trevigiani centrarono anche la Supercoppa italiana e raggiunsero le semifinali di Eurolega. Un anno più tardi, nel 2002-2003, venne bissata, oltre che la vittoria della Supercoppa italiana, anche quella dello scudetto, con Nicola autore nuovamente di 10,4 punti di media tra regular season e play-off, con 3,6 rimbalzi di media, il 50,4% al tiro da due e il 47,1% al tiro da tre. Partecipò anche alla conquista della Coppa Italia e giocò la finalissima di Eurolega, persa 76-65 a Barcellona contro i padroni di casa blaugrana. Nel campionato 2003-2004 il suo minutaggio scese sotto i 20 minuti di media (18,6 a gara), e allo stesso tempo anche la sua media punti, che nei cinque anni precedenti era sempre stata superiore ai 10 punti a partita, diminuì a 6,4. L'unico successo stagionale di squadra fu la Coppa Italia. Al termine di quell'annata si chiuse la sua parentesi da giocatore della Benetton Treviso, durata sei anni: nell'estate 2004, infatti, la squadra venne rinnovata viste le partenze dello stesso Nicola, di Jorge Garbajosa, di Maurice Evans (tornato in NBA) e visto il ritiro di Riccardo Pittis. 
La carriera di Nicola proseguì per un anno con gli ucraini del B.K. Kiev, formazione guidata proprio dall'ex vice allenatore della Benetton Renato Pasquali. La squadra vinse il titolo nazionale e Nicola venne nominato MVP dei play-off.
Nel settembre 2005 la dirigenza della Mens Sana Siena, visti i ritardi per l'ottenimento del passaporto italiano di Shaun Stonerook, decise di cautelarsi ingaggiando Nicola con un contratto a termine. Dopo un buon avvio di campionato, l'11 novembre venne annunciata l'estensione del suo contratto fino al termine della stagione. Nel corso di quell'annata, tuttavia, il suo impiego nelle rotazioni di coach Carlo Recalcati scese notevolmente, tanto che nei mesi a seguire si parlò di un suo addio anticipato. Rimase comunque fino al termine del campionato, che egli chiuse con 5,1 punti segnati in 11,2 minuti di utilizzo.
Nell'agosto 2006 tornò ad essere allenato da Renato Pasquali, il quale nel frattempo era diventato il nuovo capo allenatore della Pallacanestro Reggiana. Durante il precampionato, la sua preparazione venne frenata da qualche problema fisico, tra cui un infortunio alla caviglia. Il successivo 11 ottobre, tre giorni dopo l'esordio in campionato in cui gli emiliani persero in casa di 28 punti contro Siena, il club comunicò la rescissione consensuale con il giocatore argentino, il quale addusse di aver ricevuto fischi e insulti.
Nell'ottobre 2006 firmò un contratto di una settimana con il suo vecchio club spagnolo del TAU Vitoria, senza però scendere mai ufficialmente in campo. Nel febbraio 2007 annunciò il ritiro dal basket giocato per via dei problemi fisici.

### Allenatore
Nelle stagioni 2007-2008, 2008-2009 e 2009-2010 fece ritorno alla Benetton Treviso, questa volta nelle inedite vesti di assistente allenatore. Durante questo triennio lavorò con i quattro capo allenatori che si susseguirono sulla panchina biancoverde, nello specifico Alessandro Ramagli, Oktay Mahmuti, Francesco Vitucci e Jasmin Repeša.
Nel dicembre 2011 venne chiamato ad allenare la squadra del Basket Istrana, squadra militante in Serie C Regionale veneta.
Nell'estate 2012 fu presentato come nuovo assistente allenatore del club spagnolo del Club Baloncesto Murcia, militante in Liga ACB. Mantenne questo ruolo fino al 20 gennaio 2014, quando il tecnico Óscar Quintana venne esonerato e Nicola venne promosso capo allenatore fino al termine della stagione.

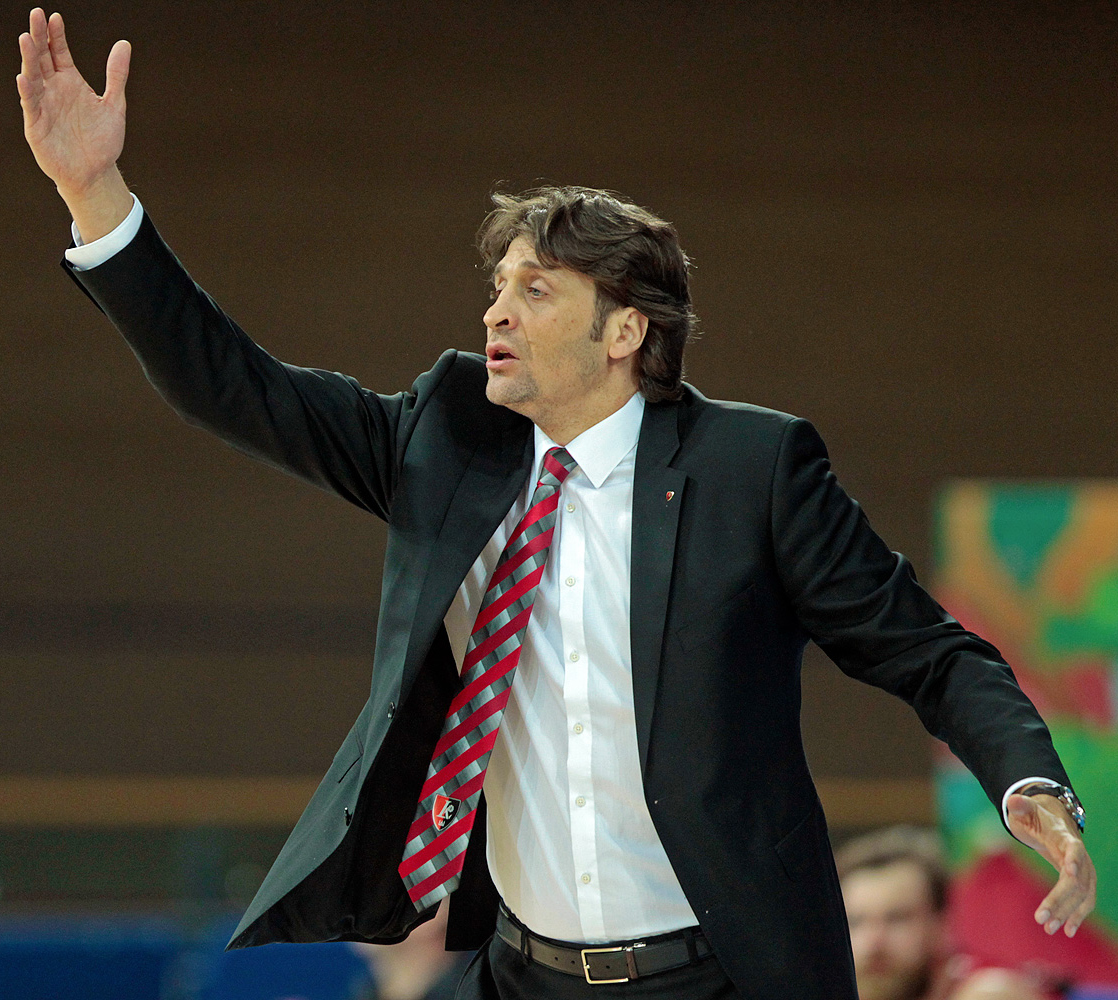
Nicola nel 2015, allenatore dei lituani del B.C. Rytas

La sua panchina seguente ebbe luogo in Lituania, quando nel febbraio 2015 divenne il sostituto di Virginijus Šeškus come tecnico del B.C. Rytas. Nicola venne poi esonerato nel novembre dello stesso anno.
Nel luglio 2016 fu nominato assistant coach di Simone Pianigiani all'Hapoel Gerusalemme, con cui vinse campionato israeliano e Coppa di Lega con una rosa che comprendeva l'ex stella NBA Amar'e Stoudemire. Dopo aver lavorato al Baskonia (nel frattempo non più sponsorizzato TAU) come coordinatore del settore giovanile, nel 2018-2019 tornò all'incarico di assistente allenatore con la chiamata da parte dei tedeschi del Brose Bamberg guidati dal capo allenatore Ainārs Bagatskis.
Il 19 marzo 2019 subentrò a Giorgio Valli come nuovo allenatore della Pallacanestro Forlì 2.015 in Serie A2. I romagnoli vennero eliminati agli ottavi di play-off dalla N.P.C. Rieti.
Tra l'estate 2019 e il 2021 fu il capo allenatore del San Sebastián Gipuzkoa Basket Club: la sua prima stagione presso il nuovo club si concluse con la promozione dalla Liga LEB Oro alla Liga ACB decretata in estate da un tribunale (grazie al fatto che, alla sospensione del campionato per via della pandemia di COVID-19, la squadra occupava il secondo posto), tuttavia la seconda stagione di Nicola terminò con il risultato inverso, ovvero la retrocessione dalla Liga ACB alla Liga LEB Oro.
Il 5 aprile 2022 Nicola sostituì Massimiliano Menetti come nuovo allenatore di Universo Treviso Basket, società che nel frattempo era nata a seguito della mancata iscrizione della vecchia Benetton Treviso ai campionati professionistici. Riuscì a centrare la salvezza sia nella rimanente parte di quel campionato che al termine dell'edizione successiva. Il 29 maggio 2023 il club trevigiano ringraziò Nicola comunicando che non sarebbe stato confermato per la stagione seguente.

## Palmarès

### Giocatore

#### Squadra
- Copa del Rey: 1

Saski Baskonia: 1995
- Campionato italiano: 2

Pall. Treviso: 2001-02, 2002-03
- Coppa Italia: 3

Pall. Treviso: 2000, 2003, 2004
- Supercoppa italiana: 2

Pall. Treviso: 2001, 2002
- Coppa d'Europa - Coppa Saporta: 2

Saski Baskonia: 1995-96
Pall. Treviso: 1998-99

#### Individuale
- All-Euroleague Second Team: 1

Pall. Treviso: 2001-02

### Allenatore
- Copa Princesa de Asturias: 1

San Sebastián: 2020